# Movimento Democratico del Popolo (Turks e Caicos)
Il Movimento Democratico del Popolo (in inglese People's Democratic Movement)  è un partito politico di Turks e Caicos fondato nel 1975 da James Alexander George Smith McCartney e Lewis Edwin Astwood III. L'attuale leader è l'onorevole Edwin Estwood.
Secondo il sito web del PDM, il People's Democratic Movement è la più antica organizzazione politica stabilita nelle Isole Turks e Caicos. Fondato nell'ottobre 1975, il PDM è stato il primo partito ad essere eletto a capo del governo.
Alle elezioni legislative del 2003, il partito ha vinto 7 seggi su 13. Ha perso due di questi seggi alle elezioni suppletive del 7 agosto 2003. Nelle elezioni del 9 febbraio 2007 il partito ha ottenuto solo 2 seggi su 15.
Nel luglio 2012, Oswald Skippings è stato eletto leader del PDM. Il partito ha messo in campo 15 candidati alle elezioni del 2012. Il 9 novembre 2012 il PDM è stato sconfitto dal Partito Nazionale Progressista e Oswald Skippings si è dimesso da leader.
Nel 2016 il partito, guidato da Sharlene Cartwright-Robinson, ha vinto le elezioni, mettendo fine a tredici anni di opposizione. Nel 2021, con le nuove elezioni, viene invece battuto dal Partito Nazionale Progressista. In seguito a ciò la leader Cartwright si è dimessa, favorendo l'ascesa al nuovo leader Edwin Astwood.

## Risultati elettorali
| Elezione          | Voti  | % | Seggi   |
| ----------------- | ----- | - | ------- |
| Parlamentari 1976 | 956   |   | 5 / 11  |
| Parlamentari 1980 | 1.134 |   | 3 / 11  |
| Parlamentari 1984 | 1.246 |   | 3 / 11  |
| Parlamentari 1988 | 5.495 |   | 11 / 13 |
| Parlamentari 1991 | 4.542 |   | 8 / 13  |
| Parlamentari 1995 | 2.058 |   | 8 / 13  |
| Parlamentari 1999 | 2.362 |   | 9 / 13  |
| Parlamentari 2003 | 2.747 |   | 6 / 13  |
| Parlamentari 2007 | 2.320 |   | 2 / 15  |
| Parlamentari 2012 | 3.164 |   | 7 / 15  |
| Parlamentari 2016 | 3.169 |   | 10 / 15 |
| Parlamentari 2021 | 2.888 |   | 1 / 15  |